# Saint-Maurice-de-Gourdans
Pour les articles homonymes, voir Saint-Maurice.
Saint-Maurice-de-Gourdans est une commune française du département de l'Ain, en région Auvergne-Rhône-Alpes.

## Géographie
Saint-Maurice-de-Gourdans se situe à 36 km de Lyon et 11 km de Meximieux.

### Climat
Pour des articles plus généraux, voir Climat d'Auvergne-Rhône-Alpes et Climat de l'Ain.
En 2010, le climat de la commune est de type climat océanique altéré, selon une étude du CNRS s'appuyant sur une série de données couvrant la période 1971-2000. En 2020, Météo-France publie une typologie des climats de la France métropolitaine dans laquelle la commune est dans une zone de transition entre le climat semi-continental et le climat de montagne et est dans la région climatique Bourgogne, vallée de la Saône, caractérisée par un bon ensoleillement (1 900 h/an), un été chaud (18,5 °C), un air sec au printemps et en été et des vents faibles.
Pour la période 1971-2000, la température annuelle moyenne est de 11,8 °C, avec une amplitude thermique annuelle de 18 °C. Le cumul annuel moyen de précipitations est de 978 mm, avec 10,1 jours de précipitations en janvier et 7,1 jours en juillet. Pour la période 1991-2020, la température moyenne annuelle observée sur la station météorologique de Météo-France la plus proche, « Lyon-Saint-Exupery », sur la commune de Colombier-Saugnieu à 14 km à vol d'oiseau, est de 12,8 °C et le cumul annuel moyen de précipitations est de 862,5 mm,. Pour l'avenir, les paramètres climatiques de la commune estimés pour 2050 selon différents scénarios d'émission de gaz à effet de serre sont consultables sur un site dédié publié par Météo-France en novembre 2022.

## Urbanisme

### Typologie
Au 1er janvier 2024, Saint-Maurice-de-Gourdans est catégorisée bourg rural, selon la nouvelle grille communale de densité à 7 niveaux définie par l'Insee en 2022.
Elle appartient à l'unité urbaine de Saint-Maurice-de-Gourdans, une unité urbaine monocommunale constituant une ville isolée,. Par ailleurs la commune fait partie de l'aire d'attraction de Lyon, dont elle est une commune de la couronne,. Cette aire, qui regroupe 397 communes, est catégorisée dans les aires de 700 000 habitants ou plus (hors Paris),.

### Occupation des sols
L'occupation des sols de la commune, telle qu'elle ressort de la base de données européenne d’occupation biophysique des sols Corine Land Cover (CLC), est marquée par l'importance des forêts et milieux semi-naturels (44,5 % en 2018), en diminution par rapport à 1990 (46,1 %). La répartition détaillée en 2018 est la suivante : 
milieux à végétation arbustive et/ou herbacée (28,1 %), terres arables (21,7 %), zones agricoles hétérogènes (17,2 %), forêts (16,4 %), zones urbanisées (8,4 %), eaux continentales (4,8 %), zones humides intérieures (1,9 %), espaces verts artificialisés, non agricoles (1,5 %).
L'évolution de l’occupation des sols de la commune et de ses infrastructures peut être observée sur les différentes représentations cartographiques du territoire : la carte de Cassini (XVIIIe siècle), la carte d'état-major (1820-1866) et les cartes ou photos aériennes de l'IGN pour la période actuelle (1950 à aujourd'hui).

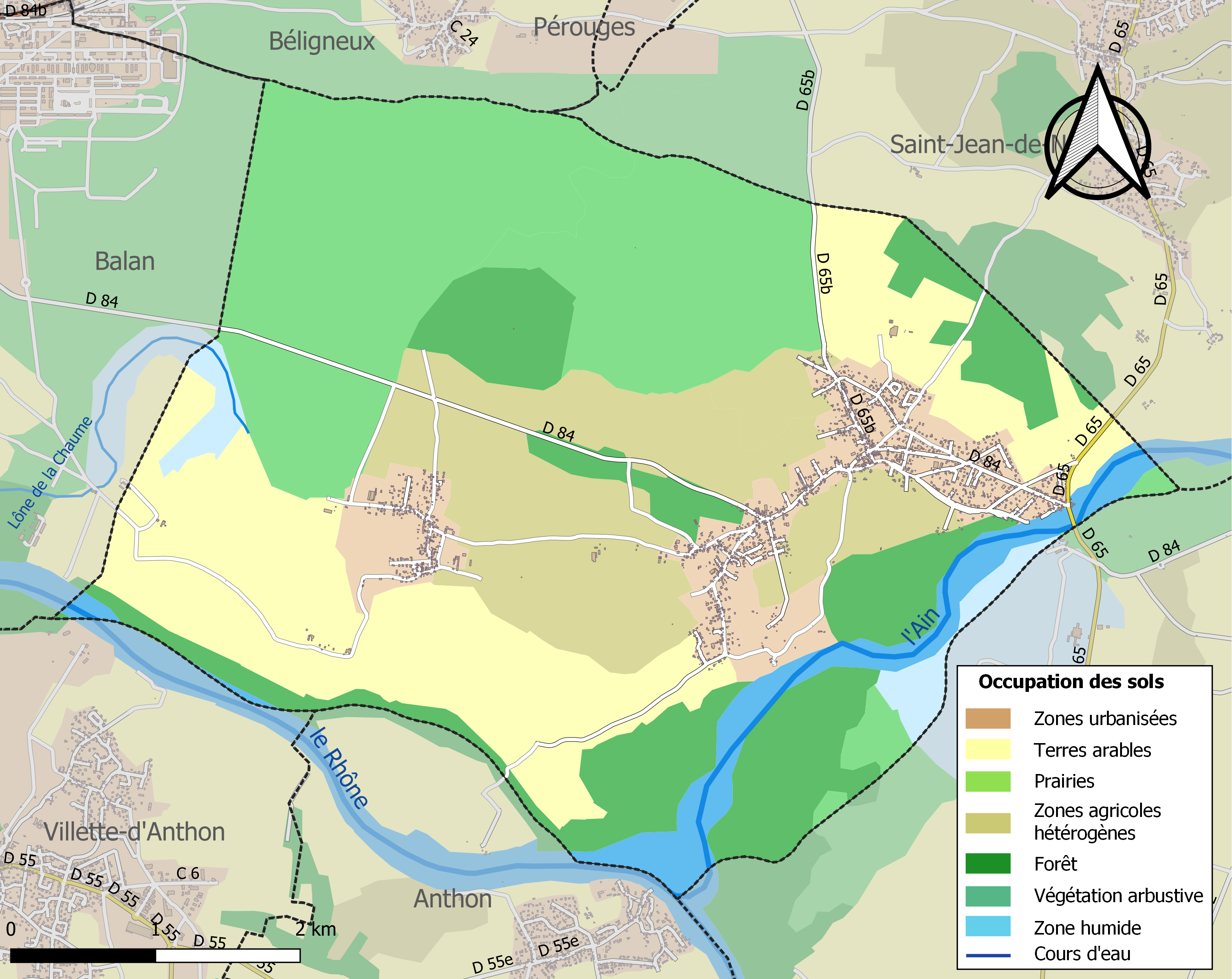
Carte des infrastructures et de l'occupation des sols de la commune en 2018 (CLC).

## Histoire
Saint-Maurice de Gourdans est connu depuis l'implantation d'un prieuré bénédictin, dépendant de l'abbaye d'Ainay de Lyon.
De cette époque (XIIe siècle) date l'église actuelle, classée monument historique, édifice original avec ses cailloux roulés du Rhône, ses rangées de terre cuite et de pierres utilisées lors de sa construction. Les pèlerins allant à Compostelle s'y arrêtaient volontiers et sont à l'origine des superbes fresques qui ornent l'intérieur de l'église et sont encore en bon état.
Le village a connu un nouvel essor par la mise en valeur des berges de l'Ain avec ses campings, la pratique de la pêche, de la baignade, du pique-nique, du canoë-kayak ou encore de l'équitation.

## Politique et administration

### Liste des maires
| Période                                  | Période  | Identité             | Étiquette | Qualité  |
| ---------------------------------------- | -------- | -------------------- | --------- | -------- |
| 1945                                     | 1953     | François Jomard      |           |          |
| 1953                                     | 1971     | Jean Duvillard       |           |          |
| 1971                                     | 1973     | Edmond Thiévon       |           |          |
| 1973                                     | 1983     | Jean-François Perrin |           |          |
| 1983                                     | 2001     | Roger Devolfe        |           | Retraité |
| mars 2001                                | En cours | Fabrice Venet        | DVD       | Retraité |
| Les données manquantes sont à compléter. |          |                      |           |          |

## Population et société

### Démographie
L'évolution du nombre d'habitants est connue à travers les recensements de la population effectués dans la commune depuis 1793. Pour les communes de moins de 10 000 habitants, une enquête de recensement portant sur toute la population est réalisée tous les cinq ans, les populations de référence des années intermédiaires étant quant à elles estimées par interpolation ou extrapolation. Pour la commune, le premier recensement exhaustif entrant dans le cadre du nouveau dispositif a été réalisé en 2008.
En 2022, la commune comptait 2 826 habitants, en évolution de +11,39 % par rapport à 2016 (Ain : +5,15 %, France hors Mayotte : +2,11 %).
| 1793  | 1800 | 1806 | 1821  | 1831  | 1836  | 1841  | 1846  | 1851  |
| ----- | ---- | ---- | ----- | ----- | ----- | ----- | ----- | ----- |
| 1 019 | 898  | 951  | 1 032 | 1 144 | 1 174 | 1 127 | 1 187 | 1 189 |

| 1856  | 1861  | 1866  | 1872  | 1876  | 1881  | 1886  | 1891  | 1896  |
| ----- | ----- | ----- | ----- | ----- | ----- | ----- | ----- | ----- |
| 1 197 | 1 188 | 1 205 | 1 114 | 1 149 | 1 113 | 1 135 | 1 066 | 1 065 |

| 1901  | 1906 | 1911 | 1921 | 1926 | 1931 | 1936 | 1946 | 1954 |
| ----- | ---- | ---- | ---- | ---- | ---- | ---- | ---- | ---- |
| 1 019 | 914  | 854  | 770  | 740  | 737  | 720  | 707  | 683  |

| 1962 | 1968 | 1975 | 1982  | 1990  | 1999  | 2006  | 2008  | 2013  |
| ---- | ---- | ---- | ----- | ----- | ----- | ----- | ----- | ----- |
| 683  | 688  | 994  | 1 157 | 1 575 | 1 949 | 2 304 | 2 404 | 2 469 |

| 2018  | 2022  | - | - | - | - | - | - | - |
| ----- | ----- | - | - | - | - | - | - | - |
| 2 606 | 2 826 | - | - | - | - | - | - | - |

### Enseignement
La commune est rattachée à l'académie de Lyon.

## Culture et patrimoine

### Lieux et monuments

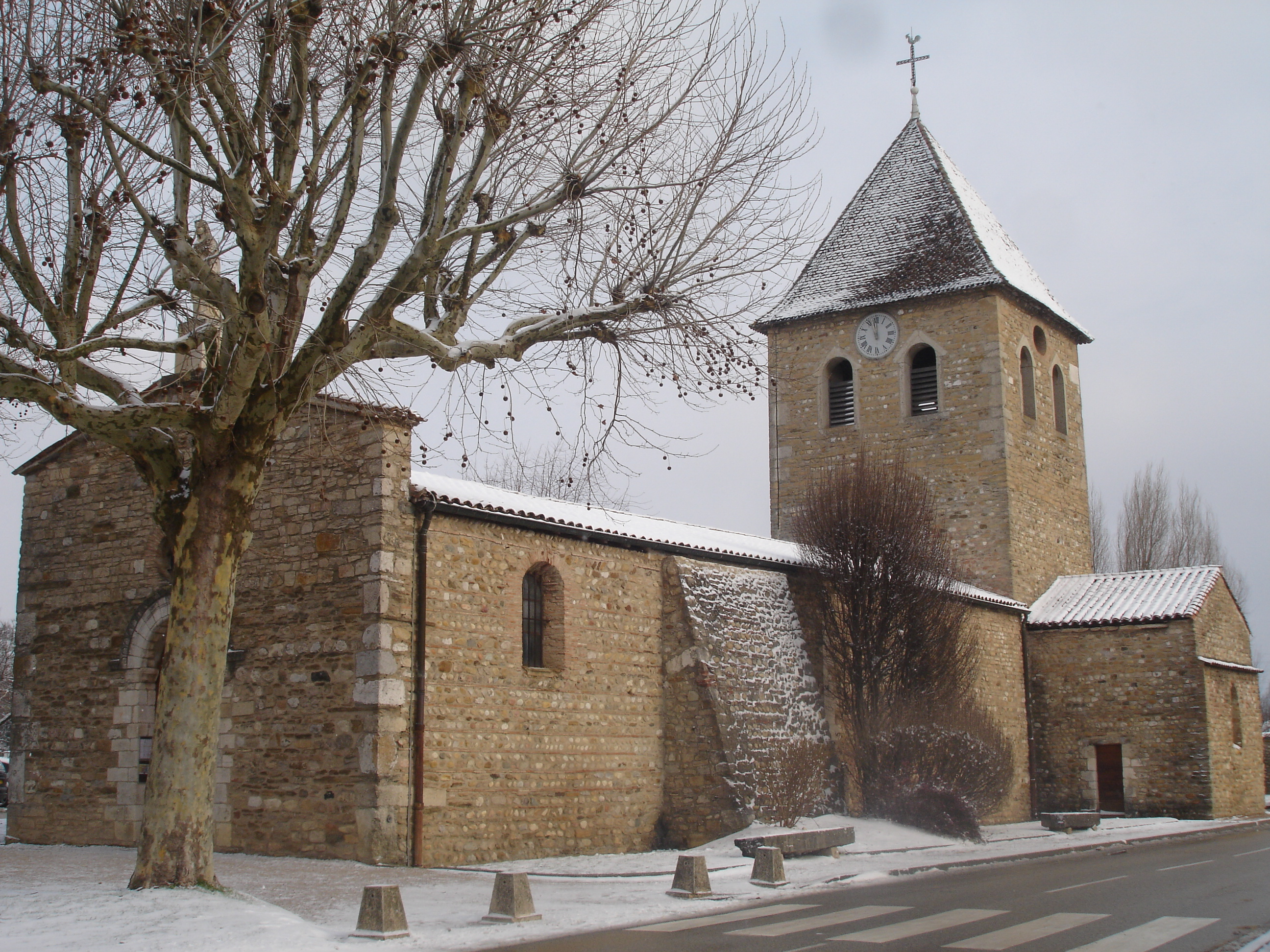
L'église Saint-Maurice sous la neige.

- Église Saint-Maurice classée au titre des monuments historiques depuis le 24 avril 1909[17]. Elle a été rénovée en 2003.
- Château de Pollet.
- Grande motte qualifiée de tumulus au Pollet, à 4 km ouest de Saint-Maurice-de-Gourdans[18].
- Église Saint-Maurice de Pollet.
- Pont de Port-Galland.

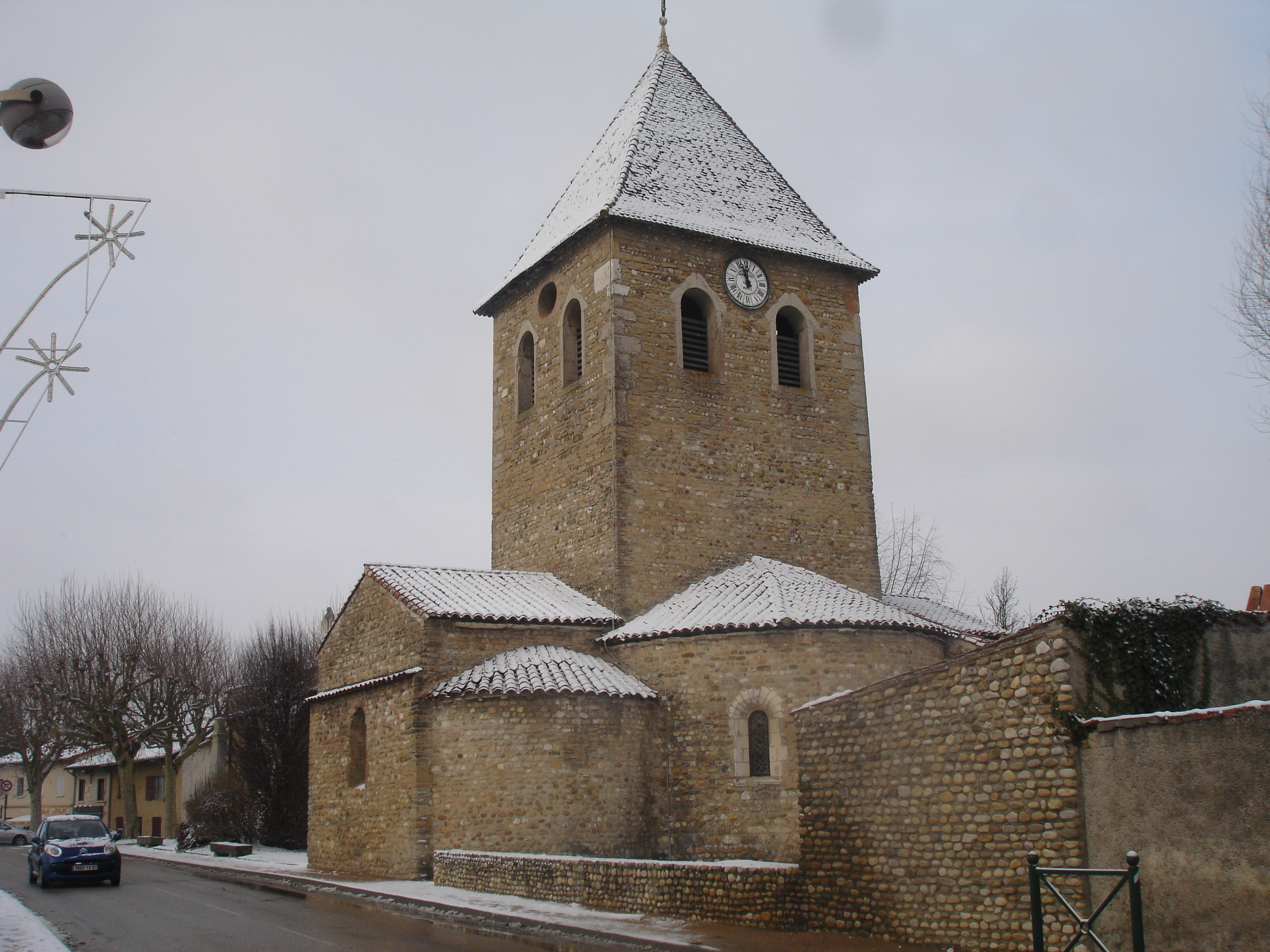
Le clocher de l'église de Saint-Maurice-de-Gourdans.
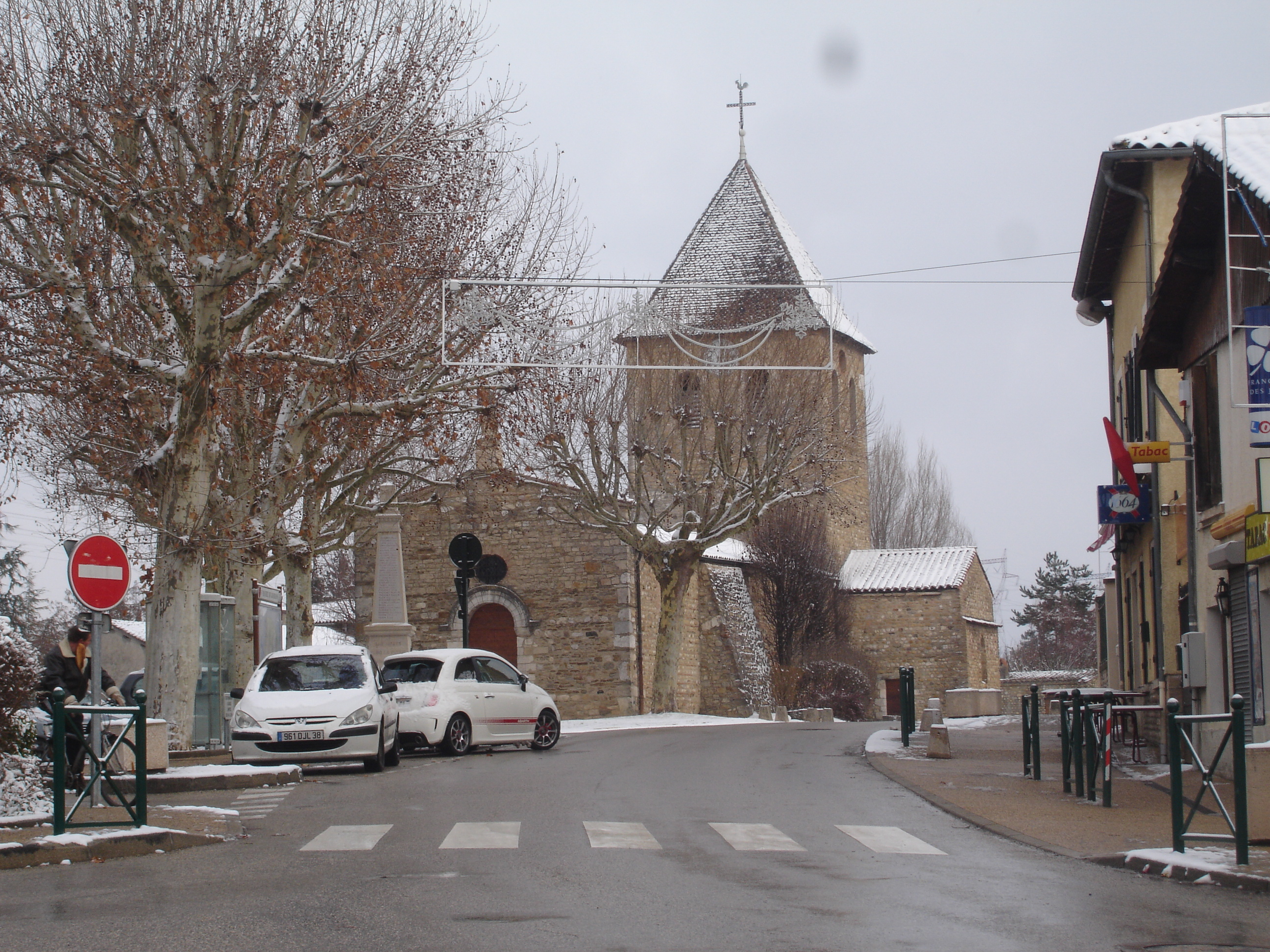
Le centre et l'église de Saint-Maurice-de-Gourdans.
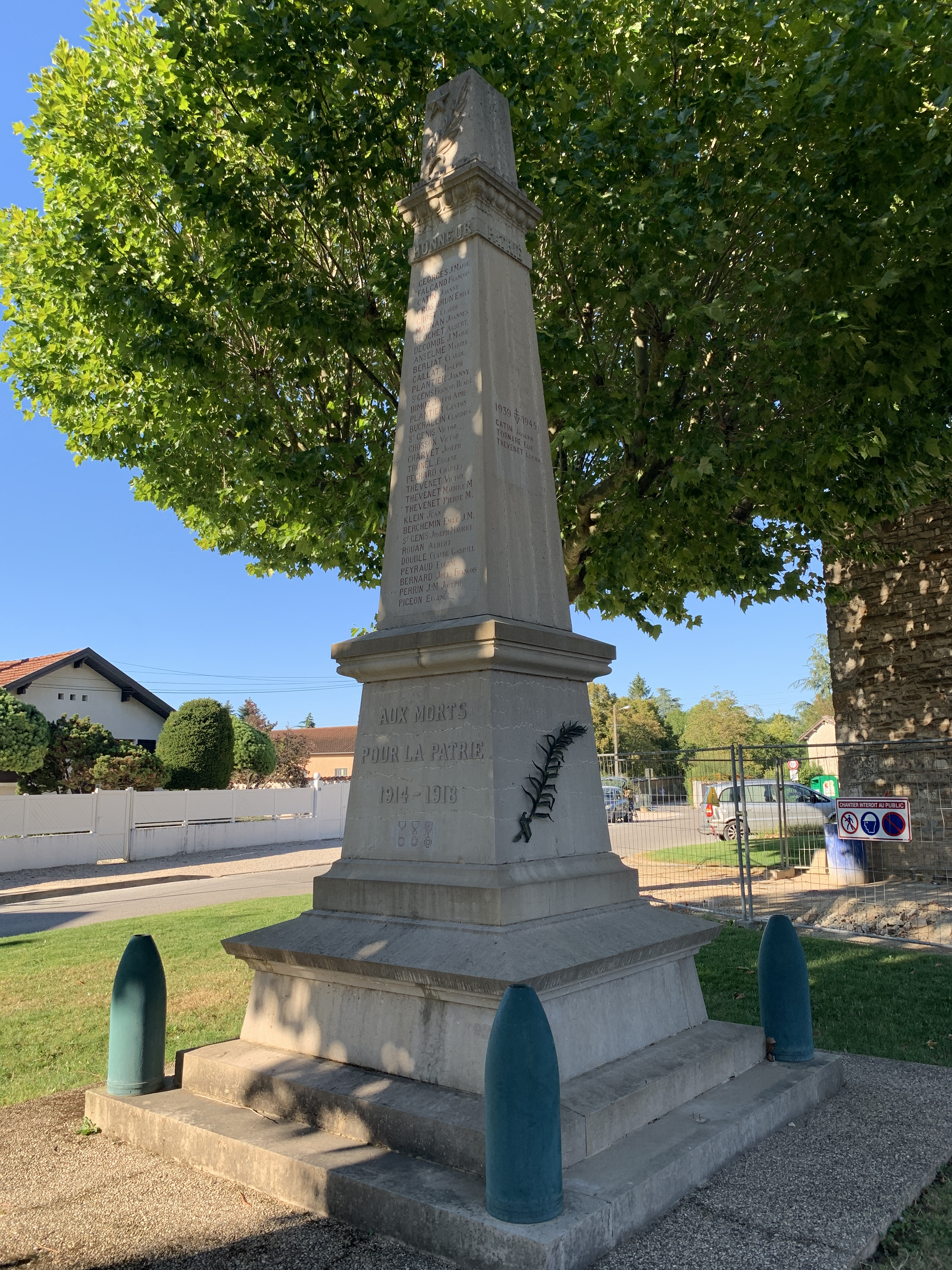
Le monument aux morts devant l'église de Saint-Maurice-de-Gourdans.
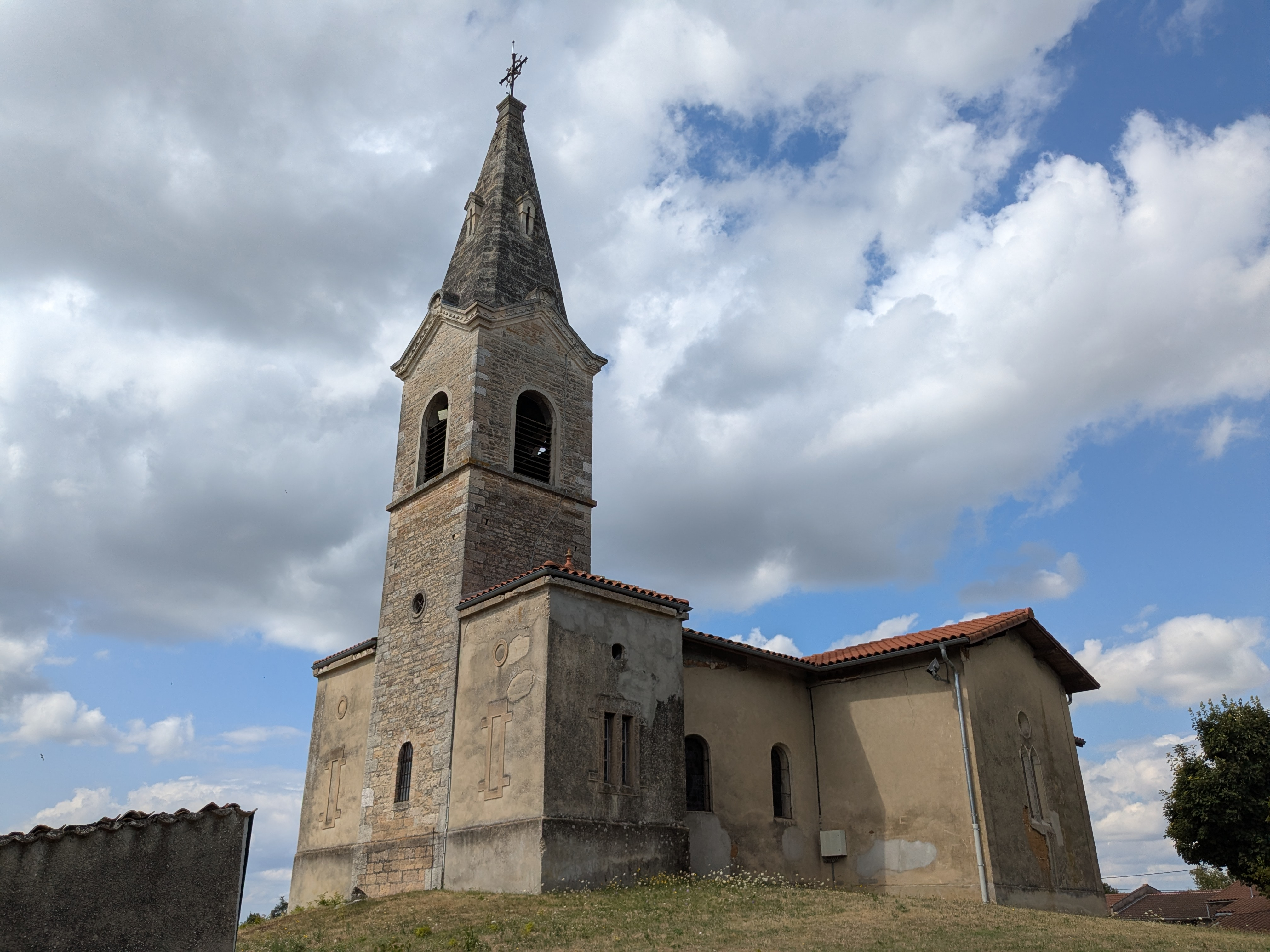
L'église de Pollet.
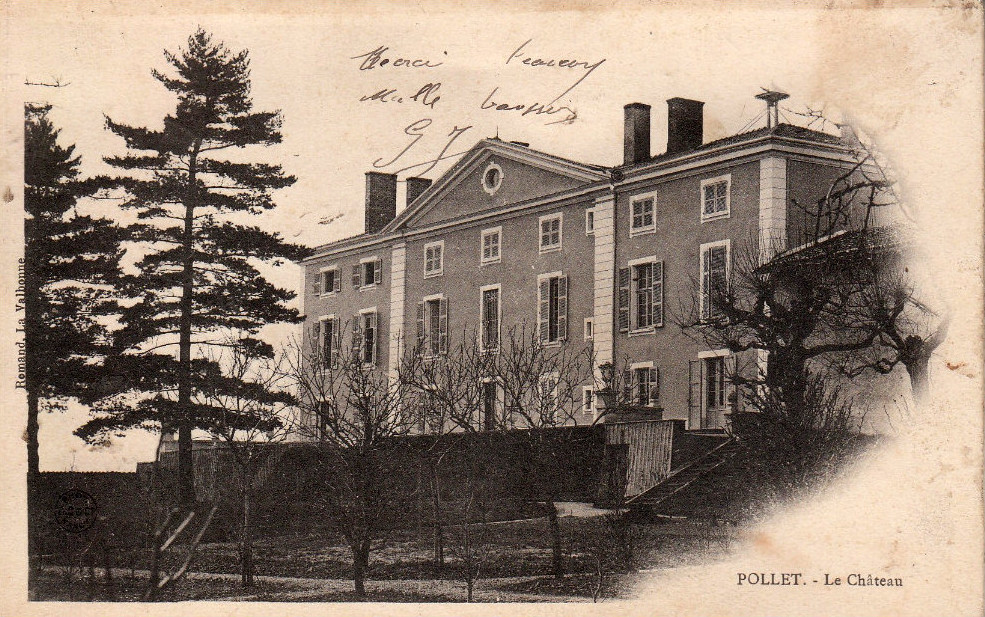
Château de Pollet

### Patrimoine naturel
- Des sentiers de découverte du confluent entre l'Ain et le Rhône.
- Foire de la Saint-Maurice en septembre.
- Rivière de 1re catégorie et camping avec plan d'eau pour la pêche.

#### Flore
Les pelouses sèches qui entourent la commune sur les brotteaux de l'Ain et la plaine de la Valbonne sont d'un intérêt certain pour la flore et en particulier pour les orchidées (neuf espèces recensées selon le site Orchisauvage) et les plantes typiques de ces milieux comme l'anémone pulsatille.

#### Faune
La commune de Saint-Maurice-de-Gourdans est l'une des plus riches en matière de biodiversité dans l'Ain comme en témoignent les listes importantes d'espèces fournies par la LPO.
Ce sont près de 185 espèces d'oiseaux dont certaines très rares (bécassine sourde, blongios nain, busard cendré, butor étoilé, élanion blanc, outarde canepetière, pie-grièche grise, rollier d'Europe et bien d'autres), 21 espèces de mammifères dont la loutre d'Europe et le castor d'Eurasie, 8 espèces de reptiles, 10 espèces d'amphibiens dont le crapaud calamite et le pélodyte ponctué, 27 espèces d'odonates (libellules), 52 espèces de rhopalocères (papillons de jour), 11 espèces d'hétérocères (papillons de nuit) et 28 espèces d'orthoptères (criquets et sauterelles) qui sont actuellement connues sur la commune. Cette diversité est régulièrement mise en valeur à l'occasion de sorties nature par les associations locales (en particulier pour l'observation des reptiles et des castors).

### Espaces verts et fleurissement
En 2014, la commune de Saint-Maurice-de-Gourdans bénéficie du label « ville fleurie » avec « 1 fleur » attribuée par le Conseil national des villes et villages fleuris de France au concours des villes et villages fleuris.

### Personnalités liées à la commune
- Denis Bertholon de Polet (1776-1847), député de l'Ain[22] est mort à Pollet.
- Aline Tornare, kayakiste française, a vécu dans la commune[23].
- Joseph de Joux (1923-2007), illustrateur français, peintre de l'Air, a vécu et travaillé dans le hameau de Pollet[24].

### Héraldique
| Blason de Saint-Maurice-de-Gourdans | Blason  | De gueules à deux clefs passées en sautoir, celle en bande d'argent, l'autre d'or. |
| Blason de Saint-Maurice-de-Gourdans | Détails |                                                                                    |

### Festivités
- Le Sylak Open Air, festival de rock et de metal, début août, chaque année depuis la première édition en 2011[25].